# Katherine Wilmot

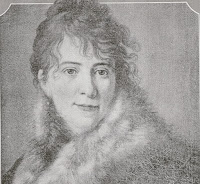
Katherine Wilmot, 1820

Katherine (oder Catherine) Wilmot (* ca. 1773 in Drogheda, County Louth; † 28. März 1824 in Paris) war eine irische Reisende und Tagebuchschreiberin.

## Leben
Catherine Wilmot wurde als älteste Tochter von sechs Töchtern und drei Söhnen von Edward Wilmot und Martha Wilmot (geborene Moore) geboren. Ihr Vater war Hafeninspektor in Drogheda, nachdem er zuvor als Hauptmann in einem Infanterieregiment gedient hatte. 1775 wurde er auf einen ähnlichen Posten im County Cork versetzt, wo Wilmot aufwuchs. Die Familie ließ sich in Glanmire nieder, in der Nähe des Familiensitzes des Earl Mount Cashell.
Wilmot war befreundet mit Margaret King, der Lady Mount Cashell und sie wurde eingeladen, Stephen Moore, 2. Earl Mount Cashell und seine Frau auf einer großen Reise durch den Kontinent zu begleiten. Ihre Briefe aus dieser Zeit sind überliefert, von November 1801 bis Oktober 1802 aus Frankreich und bis Juli 1803 aus Italien. Die Mount Cashells beherbergten sie ausgiebig, vor allem während der ersten neun Monate in Paris, und durch sie lernte sie Napoleon Bonaparte kennen und schloss Freundschaft mit der österreichischen Malerin Angelika Kaufmann. Sie lernte auch den französischen Diplomaten und Politiker Charles-Maurice de Talleyrand-Périgord und den irischen Republikaner Robert Emmet flüchtig kennen. Sie berichtete von ihrer Begegnung in Rom mit dem exzentrischen Bischof Frederick Hervey, 4. Earl of Bristol und ihrer Audienz bei Papst Pius VII. Wilmot kehrte im Oktober 1803 von Italien über Deutschland und Dänemark nach London zurück, nachdem England und Frankreich die Feindseligkeiten wieder aufgenommen hatten.
Anschließend reiste Wilmot nach Russland, um ihre Schwester Martha nach Hause zu holen, und verbrachte dort zwei Jahre. Martha war im Land als Favoritin von Fürstin Daschkowa, einer der Schlüsselfiguren der russischen Aufklärung und engen Freundin Katharinas der Großen. Martha lebte auf dem Landgut der Fürstin an der Oka, etwa 100 km von Moskau entfernt. Wilmot kam am 4. August 1805 an, nachdem sie am 5. Juni von Cork aus aufgebrochen war. Wilmots Schriften aus dieser Zeit dokumentieren den Reichtum der russischen Aristokratie und ihre Haltung gegenüber den untergeordneten Klassen (den Leibeigenen). Die Schwestern lernten die Bräuche der russischen Elite sowie die Feste und religiösen Riten der Landbevölkerung kennen. Wilmot verließ Moskau am 4. Juli 1807, eine Kombination aus Passproblemen, Kriegen und Stürmen auf See führte zu Verzögerungen, so dass sie Yarmouth erst am 7. September 1807 erreichte und im Oktober 1807 nach Irland zurückkehrte.
Wilmot zog nach Frankreich, nach Moulins, um in einem wärmeren und trockeneren Klima als in Irland zu leben. Ihr Gesundheitszustand verschlechterte sich als sie nach Paris zog, und sie starb dort am 28. März 1824.

## Werke
Wilmot hatte Marthas Abschrift der Memoiren der Fürstin Daschkowa mitgenommen, als sie Russland verließ. Diese wurden 1840 von Martha Wilmot veröffentlicht, da sie das Originalmanuskript vor ihrer Abreise aus Russland im Jahr 1808 verbrannt hatte.
Wilmots Briefe wurden ein Jahrhundert später veröffentlicht und als einzigartiges Porträt der napoleonischen Zeit beschrieben. Sie beschreiben das gesellschaftliche Leben sowie die Erfahrungen, die man auf Reisen mit Kutschen und Schiffen in dieser Zeit machte. Die Familie fertigte Abschriften der Briefe an; die Martha gehörende Sammlung wurde von der Historikerin und Schriftstellerin Elisabeth van Dedem Lecky der Bibliothek der Royal Irish Academy geschenkt. Unter diesen russischen Briefen befinden sich auch einige von Eleanor Cavanagh, die das Leben der Bediensteten beschrieb. Die Tagebücher von Wilmot wurden 1920 von Thomas Sadleir und später von Harford Montgomery Hyde und der Marchioness of Londonderry veröffentlicht.
Ausgaben
- Catherine Wilmot: An Irish peer on the continent (1801-1803) being a narrative of the tour of Stephen, 2nd earl Mount Cashell, through France, Italy, Etc. Williams and Norgate, London 1920.
- Martha Wilmot, Catherine Wilmot: The Russian Journals of Martha and Catherine Wilmot: Being an Account by Two Irish Ladies of Their Adventures in Russia as Guests of the Celebrated Princess Daschkaw. Hrsg.: Edith Helen Vane-Tempest-Stewart, Marchioness of Londonderry, und Harford Montgomery Hyde. Arno Press, New York City 1934.
- Catherine Wilmot: The Grand Tours of Katherine Wilmot, France 1801–1803, and Russia 1805–07. Hrsg.: Elizabeth Mavor. Weidenfeld and Nicolson, London 1992, ISBN 0-297-81223-8.